# Lingua kangean
La Lingua Kangean è una lingua parlata in Indonesia, sulle Isole Kangean che si trovano ad est dell'Isola di Madura. La lingua Kangean è molto simile al Madurese (75% di lessico in comune) tanto che parlanti nelle due lingue si comprendono vicendevolmente.
Secondo il censimento del 2000 vi erano circa 110.000 persone che la parlavano.